# Adiós mariquita linda
Adiós mariquita linda es el sexto libro del escritor chileno Pedro Lemebel, y el quinto de crónicas, publicado inicialmente en la Editorial Sudamericana en 2004. En Europa se publicó en 2006, en la colección Literatura Mondadori de la editorial española Mondadori.
Algunos de los relatos que conforman el libro fueron anteriormente publicados en The Clinic, un semanario chileno de sátira política y de ideología izquierdista independiente. La crónica titulada «El fugado de La Habana», por su parte, ya había sido publicada anteriormente en su libro Loco afán: Crónicas de sidario, junto con otras crónicas relacionadas con la temática del sida.

## Estructura y contenido
El libro está dividido en siete secciones ordenadas por contenido temático, cada una de ellas dividida en breves relatos, siendo en su mayoría crónicas de tipo autobiográfico, con la excepción de «Chalaco amor (Sinopsis de novela)» y las cuatro cartas que conforman la sección titulada «Bésame otra vez, forastero», dirigidas a personajes reales e imaginarios. La obra cierra con un glosario de términos coloquiales, en su mayoría del español chileno, escrito por el propio autor, y con una nota de agradecimientos, que incluyen al The Clinic, y a una serie de amistades y amores que aparecen retratados en el libro.
En las páginas centrales, el libro además incluye algunas fotografías del autor relacionadas con algunas de sus crónicas, así como algunos dibujos hechos por él mismo en Arica, Arequipa, Aguas Calientes y Machu Picchu, firmadas en enero de 1981.
| Título                                              | Argumento |
| --------------------------------------------------- | --- |
| Pájaros que besan                                   | |
| El Wilson                                           | Sobre un joven rapero oriundo de Llanquihue, virgen, sin dinero ni estudios, quien contrasta con sus amigos intelectuales y con quien tiene una breve historia amorosa. |
| Se llamaba José                                     | Sobre un joven sureño sin hogar que vende golosinas en las micros, a quien lleva a conocer el triste zoológico de Santiago para conocer al puma. |
| El Flaco Miguel                                     | Sobre un obrero de la construcción que trabajaba junto al río Mapocho y con quien coqueteó en un bar. |
| Ojos color amaranto                                 | Sobre un joven de las JJ. CC. de Valparaíso, a quien conoce en el Parque O'Higgins durante la Fiesta de los abrazos 2003 organizada por el Partido Comunista, con quien se acuesta y que luego lo invita a Laguna Verde, donde acaba la novela Tengo miedo torero. |
| Eres mío, niña                                      | Sobre una breve relación sexualmente intensa, con un joven hip hopero sin dinero, que le compuso una canción. |
| Matancero errar                                     | |
| Corazón vudú                                        | Sobre un viaje a Arica, pagado y organizado por Alejandra Neumann para una entrevista con El Cuervo, la que sin embargo no llega a concretarse porque Lemebel se va de fiesta con unos universitarios, entre ellos un joven apodado el Pepa. |
| Welcome, San Felipe                                 | Sobre una invitación para presentar una performance en San Felipe, cuya cena de despedida acaba siendo un desastre, con un Lemebel ebrio e indignado con el alcalde de derecha de la ciudad. |
| El valle de Cuz Cuz                                 | Sobre una visita a los petroglifos del Valle de Cuz Cuz —prontos a desaparecer producto de la construcción de un embalse— en compañía de Pancho Taucán, un antiguo exiliado que lo invitó tras una performance de Lemebel en Illapel. |
| Que no se cruce con el presidente                   | Sobre una invitación laboral a Antofagasta, cancelada en último momento a modo de censura, porque las fechas coincidían con una visita del presidente Ricardo Lagos. |
| Volando en el ala derecha                           | Sobre un vuelo atrasado en el Aeropuerto Pudahuel, para viajar al sur, donde tiene un encuentro desagradable con la magistrada pinochetista Bulnes y su ayudante el diputado Melero. |
| Boquita de canela lunar                             | Sobre un amorío de una noche con el recepcionista del Hotel Sahara de Calama, adonde Lemebel fue por la Feria del Libro en compañía de su amigo el poeta Sergio Parra. |
| Todo azul tiene un color                            | |
| Cubana de Aviación                                  | Sobre la económica, alegre y sin distingo de clases aerolínea Cubana de Aviación, en la cual viaja desde Chile a Cuba. |
| La Habana Vieja                                     | Sobre La Habana Vieja, descrita brevemente desde un punto de vista arquitectónico y socioeconómico. |
| Llegando a La Habana                                | Sobre la llegada a La Habana en un autobús desde al Aeropuerto José Martí, por un recorrido donde los usuales avisos publicitarios han sido reemplazados por mensajes revolucionarios y nacionalistas. |
| El fugado de La Habana                              | Sobre Adolfo, un pintor cubano que conoció en la Sexta Bienal de Arte en Cuba celebrada en La Habana, que se había escapado de un hospital del sida y con quien compartió una noche de enamoramiento, sin sexo de por medio. |
| A flor de boca                                      | |
| El abismo iletrado de unos sonidos                  | Defensa del lenguaje oral precolombino, destruido por la lengua escrita castellana durante la colonización, a partir de un jeroglífico de peces visto en las ruinas de Chan Chan, cerca de Trujillo. |
| La momia del cerro El Plomo                         | Recreación de la historia de la momia de Cerro El Plomo, de un niño inca, presente en el Museo Nacional de Historia Natural de Chile, que puede haber sido el resultado de un sacrificio para el Inti Raymi, por parte de su caravana de viaje que se dirigía hacia el sur en sus intentos por conquistar al pueblo mapuche. |
| Canción para un niño boliviano que nunca vio la mar | Un intento de Lemebel por describir el mar a un niño boliviano, sin acceso a él, a partir del recuerdo de la primera vez que él mismo lo vio, a los cinco años de edad, en un viaje de su pobre junta vecinal. |
| Chalaco amor (Sinopsis de novela)                   | En el Santiago de 2004, Lemebel le cuenta a un arequipeño, que se hace pasar por ecuatoriano, sobre un viaje a sus tierras a inicios de los años 1980. En esa ocasión conoció en Tacna a Roger, un peruano contrabandista que lo convenció de viajar a Ilo, donde fueron detenidos e interrogados severamente por la policía, debido a las discordias por la recién comenzada guerra entre Perú y Ecuador. Luego Lemebel se dirigió a Arequipa, conociendo al estudiante de sociología chileno de izquierdas Juan Carlos Undurraga, y a Simonne, una bella brasileña que le propuso su amor. Con Undurraga partió al Cuzco, y más tarde se reencontraron los tres en Lima, donde pasaron una noche juntos en una única cama de un hotel destartalado. Ya sin dinero, Pedro se fue al día siguiente al aeropuerto, pero su boleto estaba revendido así que debió pasar allí una última noche, en el Gran Hotel Bolívar con todos los gastos pagados. Desde allí contactó a Roger, con quien pasó una última noche de fiesta, que acabó con una fría despedida. Acabada la historia, su interlocutor arequipeño también se va. |
| Bésame otra vez, forastero                          | |
| Carta 1                                             | Carta de amor a un roquero, firmada en Santiago, el 10 de marzo de 1991. |
| Carta 2                                             | Carta de amor a Ángel, firmada en Santiago, el 15 de mayo de 1993. |
| Carta 3                                             | Carta a un amor fugaz, firmada en Santiago, en marzo de 1994. |
| Carta 4                                             | Carta a Ángel, firmado en Santiago, el 3 de abril de 1997. |
| Adiós, mariquita linda (Resumidero)                 | |
| Noche quiltra                                       | Sobre una noche de alcohol excesivo que acaba en su casa acostado con un joven peludo. |
| Noche payasa                                        | Sobre una «loca» que llega a un circo en busca de sexo, en pleno toque de queda santiaguino durante la dictadura, y que tras perder sus zapatillas nuevas, debe retornar a casa calzando unos zapatos de payaso. |
| Noche coyote                                        | Sobre el angustioso recuerdo de una violación e intento de apuñalamiento que sufrió en su juventud, reavivado por una presencia criminal en las calles de Santiago. |
| El gay town de Santiago                             | Sobre el bohemio barrio gay de Santiago, ubicado a los pies del cerro Santa Lucía y dentro del barrio Bellavista, donde vive tranquilo luego de haber abandonado, tras la muerte de su madre, su tortuosa vida pobre y acosada en los barrios pobres del sur de la ciudad. |
| Ojeras de trasnochado mirar                         | Sobre el mundo de la prostitución adolescente homosexual en el centro de Santiago. |
| Un poquito de pintura para Bosé                     | Sobre una fría visita a Miguel Bosé en el Hotel Sheraton Santiago, acompañando a su amiga Malala, la relacionadora pública de Editorial Planeta. Lemebel va vestido con exceso de maquillaje y sin entender del todo la pasión que despierta el cantante gay sobre las mujeres. |
| Un asalto a los chinos gay                          | Sobre un asalto con secuestro del que fueron víctimas Lemebel, su agente literaria Jovana y la cuica Pacita Fernández de Castro, en un restaurante chino gay de Santiago, el 30 de diciembre de 2003. Lemebel se salvó de perder su sueldo del mes, y no quiso delatar el rostro del más tranquilo de los asaltantes. |
| Dónde vamos a encontrar otra Pavez                  | Sobre su amigo Andrés Pavez, actor de teatro callejero santiaguino, recientemente fallecido de sida y que nunca recibió apoyo gubernamental para su actividad artística, pese a haber luchado activamente durante la dictadura por la restauración de la democracia. |
| Hotel Boquitas Pintadas                             | Sobre una estadía de Lemebel en este hotel gay bonaerense venido a menos, al que llegó en plena crisis económica, invitado por la editorial Lom Ediciones para presentar su libro De perlas y cicatrices y asistir a una entrevista con el radiolocutor gay Fernando Peña, que acabó en insultos antes de empezar por la insolente actitud de Peña hacia la amiga travesti de Lemebel, Luana Berkin. |
| El regreso de la finada                             | Sobre un emotivo sueño en que se le aparece en una fiesta en su casa su amigo Andrés Pavez, fallecido hace un año de sida. Firmado en marzo de 2005. |

## Recepción
Este libro fue nominado en 2006 a la séptima versión del Premio Altazor de las Artes Nacionales, en la categoría de ensayo literario.